# Entodon seductrix
Entodon seductrix là một loài Rêu trong họ Entodontaceae. Loài này được (Hedw.) Müll. Hal. mô tả khoa học đầu tiên năm 1846.